# Sopota (reka)
Sopota je reka, ki se kot desni pritok v reko Savo izliva v naselju Radeče.
- Levi pritoki: Sušjek (s pritokoma Koritnica in Zadnji potok)
- Desni pritoki: Murnov graben, Glažuta in Rapovšca (tudi Rapovščica)